# Allamuchy-Panther Valley
Allamuchy-Panther Valley é uma Região censo-designada localizada no estado americano de Nova Jérsei, no Condado de Warren.

## Demografia
Segundo o censo americano de 2000, a sua população era de 3125 habitantes.

## Geografia
De acordo com o United States Census Bureau tem uma área de 
15,0 km², dos quais 14,8 km² cobertos por terra e 0,2 km² cobertos por água.

## Localidades na vizinhança
O diagrama seguinte representa as localidades num raio de 12 km ao redor de Allamuchy-Panther Valley. 